# Dmitrij Petrovič Buturlin
Dmitrij Petrovič Buturlin (Boutourlin o Boutourline) in russo Бутурлин, Дмитрий Петрович? (1763 – Firenze, 1829) è stato un bibliotecario russo.
Conte, membro dell'aristocrazia altissima del suo tempo. Senatore e Direttore dell'Hermitage di San Pietroburgo raccolse a Mosca  una biblioteca di 30000 volumi, aperta al pubblico, che andò distrutta dalle fiamme nel 1812. 
Sposò nel 1793 Anna Artém’evna Voroncòva, legata da parentela alla famiglia del poeta Aleksàndr Sergéevič Pùškin. 
Dalla loro unione, oltre a tre figli morti alla nascita, nascquero:
- Pëtr (1794-1853)
- Màr’ja (1795-1879)
- Elizavéta (1804-1879)
- Sòf’ja (1806-1813)
- Michaìl (1807-1876)
- Elena (1813-1879)

Arrivarono a Firenze nell’autunno 1817 e si stabilirono in affitto nel Palazzo Guicciardini fino a quando nel 1824 il conte Dmìtrij acquistò Palazzo Montauti-Niccolini a Firenze.
Buturlin fondò una biblioteca ancora migliore della precedente. Dopo la morte la biblioteca fu venduta all' asta a Parigi nel 1841.